# Elkedjan
Elkedjan, företagsnamn Svenska Elkedjan AB, är en medlemsägd kedja för elinstallatörer som grundades 1966. Elkedjan fokuserar på paketerade lösningar, koncept och tjänster inom analys, konsultation, installation och service, ofta levererade i olika former av entreprenadprojekt. Elkedjan genomför både små och stora projekt, allt från elinstallationer i villor till stora fastigheter och industrier. Elkedjan finns (2019) på drygt 190 platser i form av 140 medlemsföretag med sammanlagt över 1 600 medarbetare över hela Sverige.
Kedjekontoret med centrallager finns i småländska Anderstorp.

## Historia
1966 gick ett antal elinstallatörer gick samman och började köpa varor tillsammans. Bolaget Centex AB (Centralt Organiserade Inköp AB i Trollhättan) skapades. Centex startade 1968 upp lager hos medlemsföretaget Wattströms i Anderstorp.
Elkedjan bildades av några elinstallatörer inom Elektriska Installatörsorganisationen (EIO) och Svenska Elektriska Arbetsgivareföreningen (EA). Idén var att Elkedjan skulle stödja butiksverksamheten med inköp och marknadsföring.
1993 gick Centex och Elkedjan samman och bildade Svenska Elkedjan AB. 1999 flyttades all verksamhet flyttas till Anderstorp.
2004 ledde samarbete med Elon till att EEL AB (Elon Elkedjan Logistics) skapades, i Örebro. 2010 växte koncernen genom att kedjorna Elspar och Hemexperten tillkom. Små-el levereras från Anderstorp till alla kedjorna i EEL-koncernen.
Efter att Elkedjan växt vidare och behöver mer plats flyttas stödet till butiksverksamheten 2012 till Örebro för att elinstallationsverksamheten i Anderstorp skall få plats att utvecklas. Ytterligare en kedja, Hemmakedjan, köptes upp av koncernen 2012.
2017 köpte installatörerna ut Svenska Elkedjan AB från Elon Group Holding AB, vilket gjorde Elkedjan till en renodlad elinstallatörskedja, och Sveriges största i sin form.